# Луб'яне
Луб'яне ( до 19 травня 2016 року - Червоний Пахар) —  село в Україні, у Семенівській міській громаді Новгород-Сіверського району Чернігівської області. Населення становить 69 осіб. До 2017 орган місцевого самоврядування — Тимоновицька сільська рада.

## Історія
Село Червоний Пахар перейменовано на село Луб’яне, на підставі постанови Верховної Ради України від 19.05.2016 № 1377-VIII.
12 червня 2020 року, відповідно до Розпорядження Кабінету Міністрів України № 730-р «Про визначення адміністративних центрів та затвердження територій територіальних громад Чернігівської області», увійшло до складу Семенівської міської громади.
19 липня 2020 року, в результаті адміністративно-територіальної реформи та ліквідації Семенівського району, село увійшло до Новгород-Сіверського району.